# Panya Singprayool-Dinmuong
Panya Singprayool-Dinmuong (nascido em 17 de abril de 1950) é um ex-ciclista tailandês. Representou sua nação nos Jogos Olímpicos de Verão de 1972 e 1976.